# Carex humilis
Carex humilis là một loài thực vật có hoa trong họ Cói. Loài này được Leyss. mô tả khoa học đầu tiên năm 1761.

## Hình ảnh

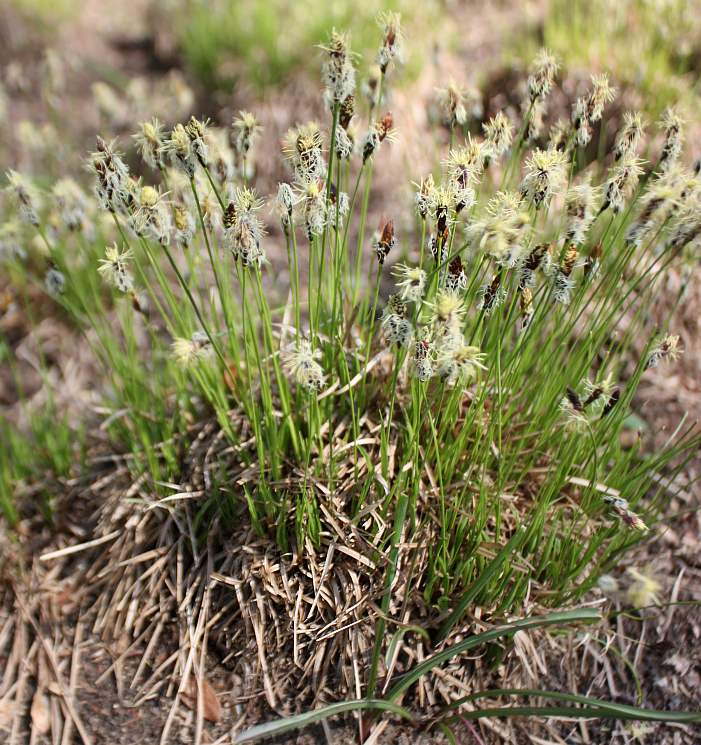
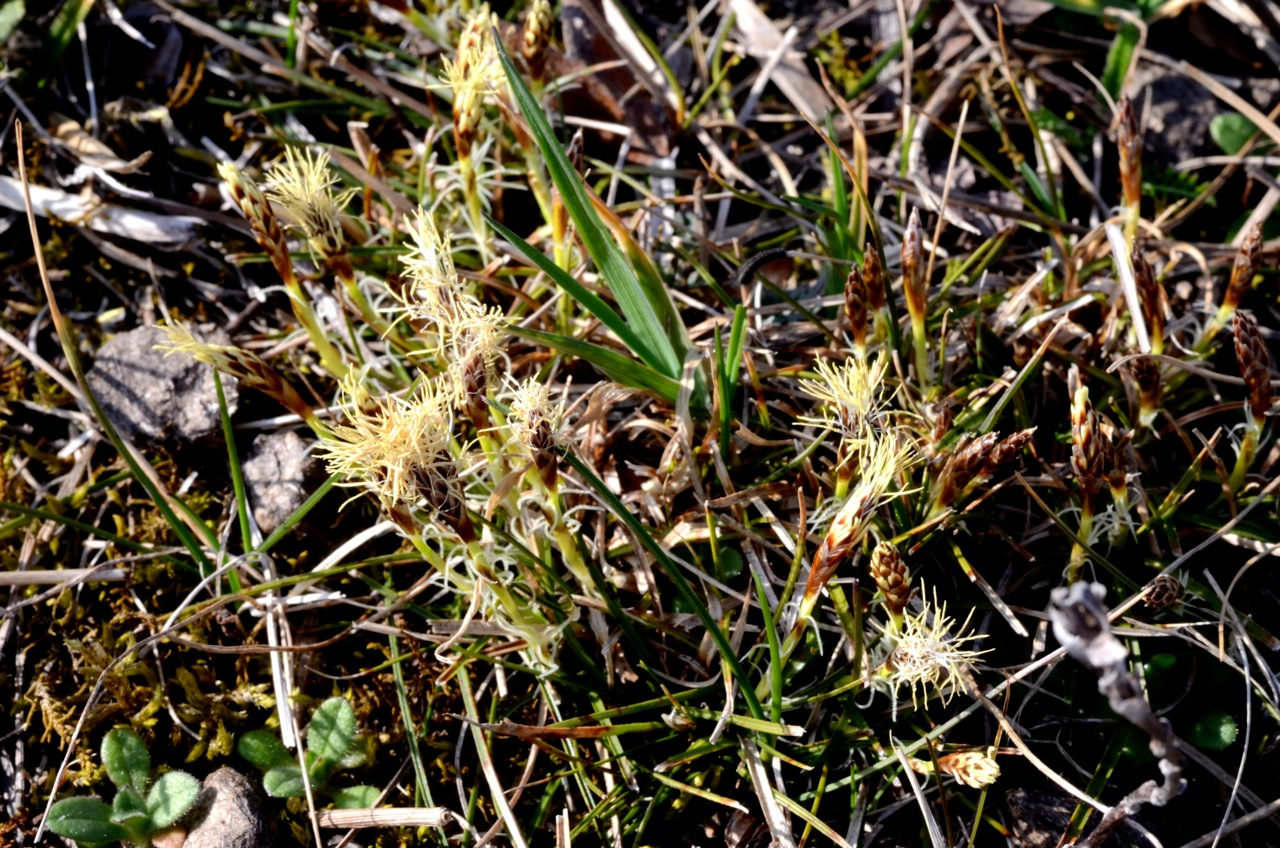
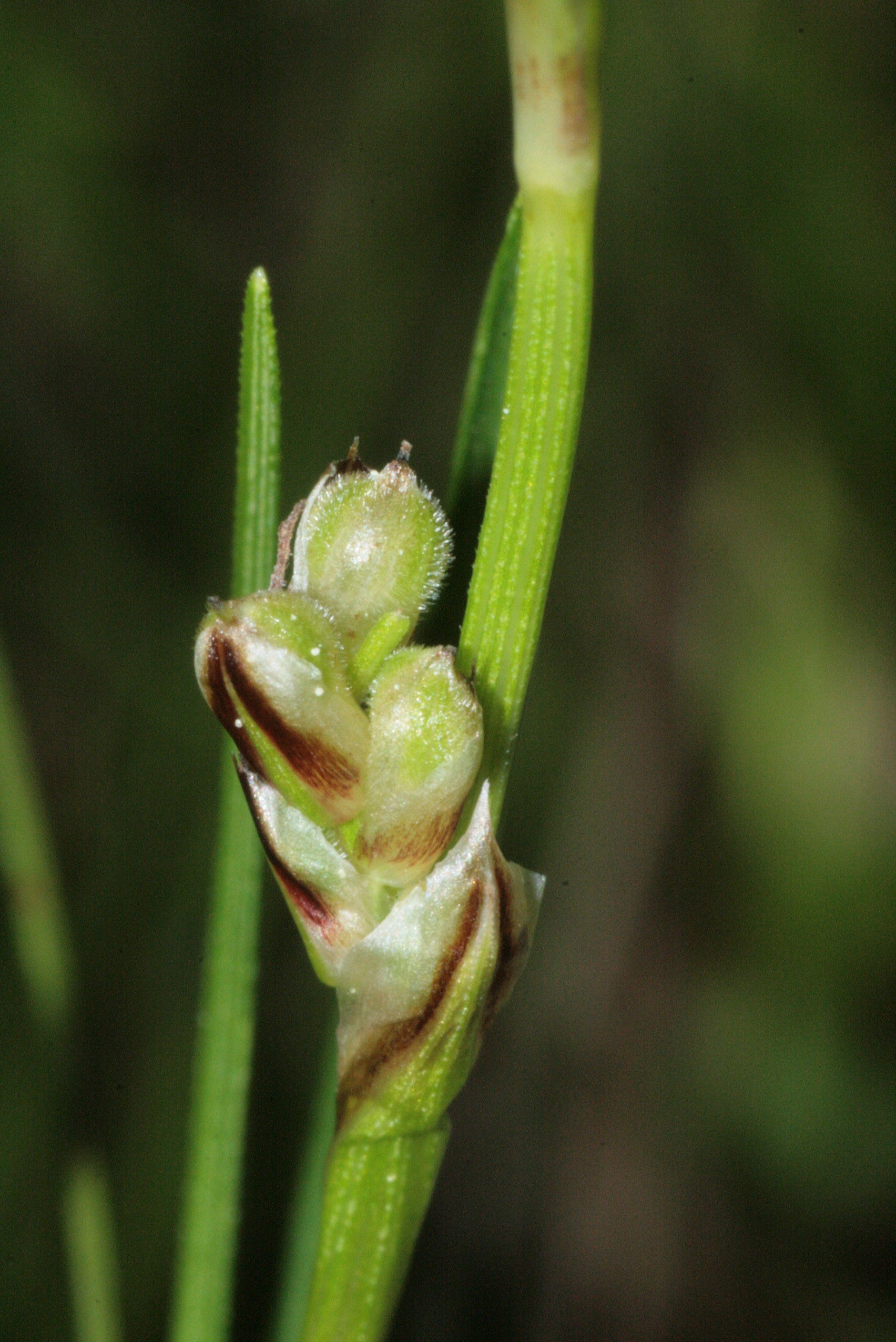
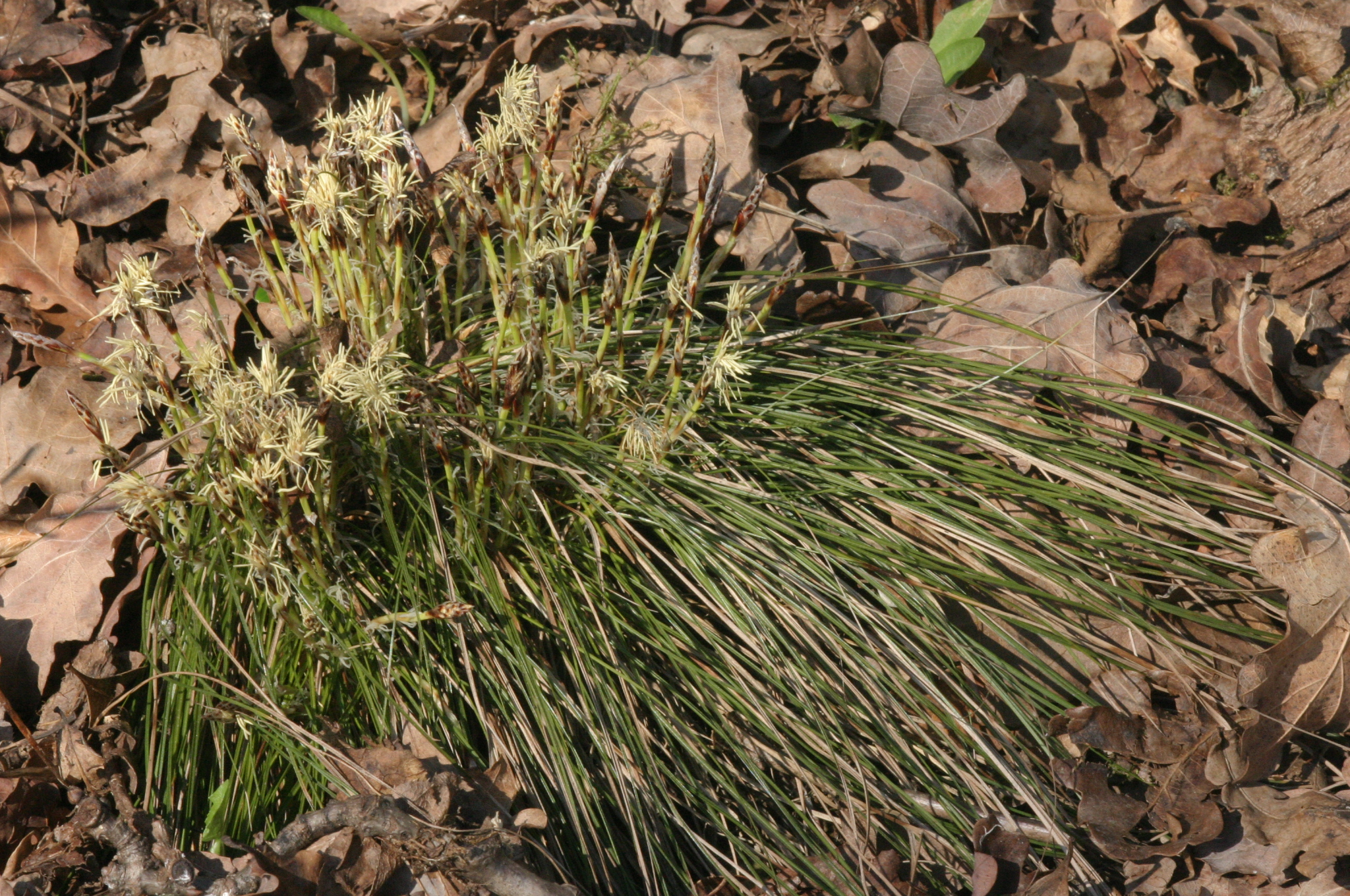
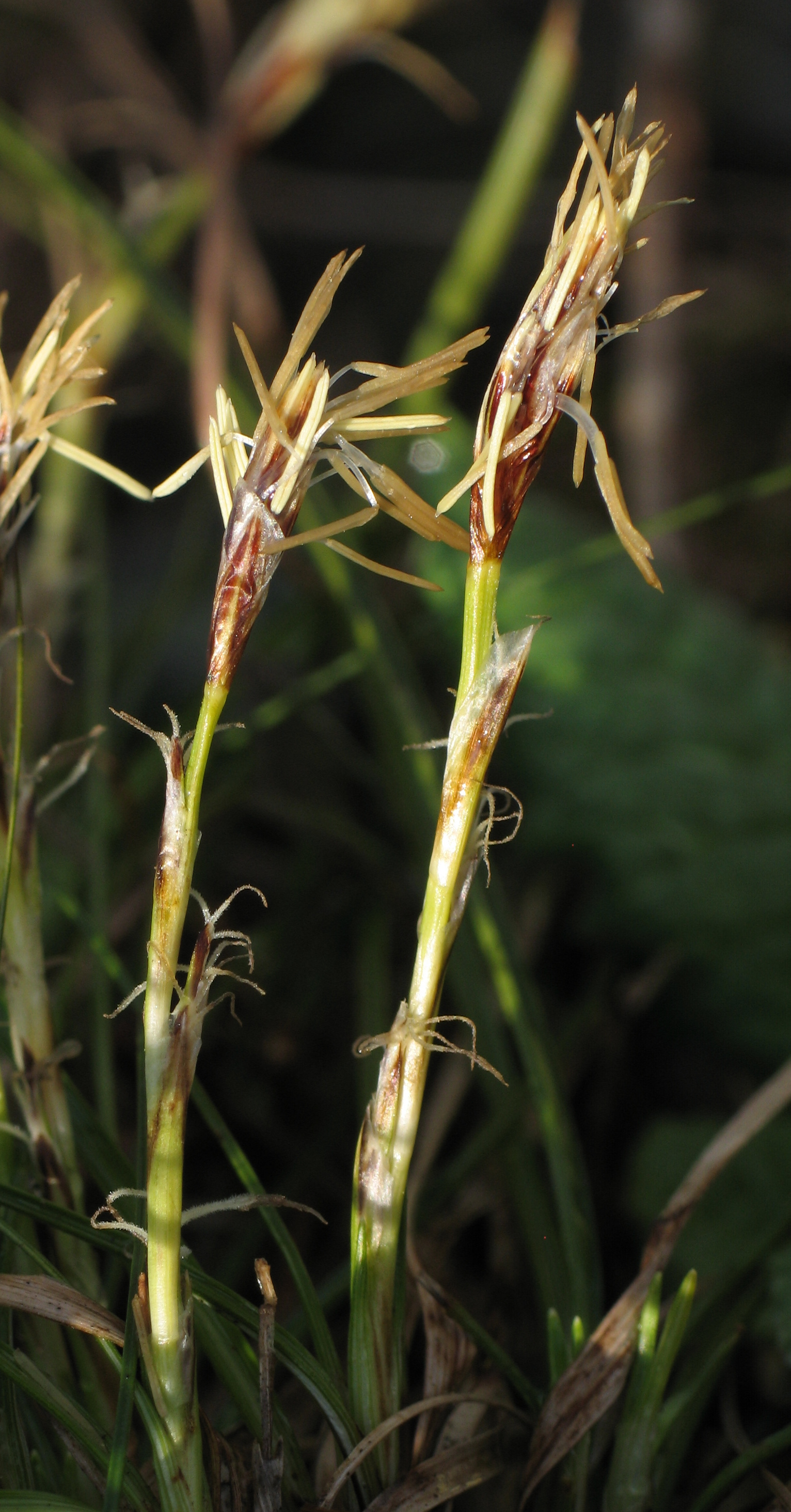